# Савник, Боян
Боян Савник (сербохорв. Бојан Савник / Bojan Savnik; 30 января 1930 — 22 июля 1976) — югославский лётчик, генерал-майор ВВС ЮНА.

## Биография
Родился 30 января 1930 года в Кочевье. Окончил начальную школу в родном городе и два курса экономического училища в Ново-Место, после чего в 1948 году поступил в Академию ВВС Югославии. Из Панчево переехал в Мостар, где окончил академию в 1950 году. Выпускник 4-го класса академии, выпустился вместе с Антоном Тусом.
С 1950 по 1976 годы — на службе в ЮНА. Лейтенант (1953), майор (1965), генерал-майор (1970). Самый молодой генерал ЮНА (звание получил в возрасте 40 лет). Командовал крылом, эскадрильей, авиационным полком и дивизией, начальник штаба 1-го авиационного корпуса в Мостаре. Окончил Высшую военную академию ВВС и Военную школу ЮНА.
22 июля 1976 года разбился в авиакатастрофе: его Миг-21 потерпел крушение над горой Папук. Похоронен на Аллее почётных граждан Нового кладбища г. Белград.